# Faryd Mondragón
Faryd Camilo Mondragón Aly (* 21. Juni 1971 in Cali) ist ein ehemaliger kolumbianischer Fußballtorwart libanesischer Abstammung.

## Karriere

### Vereinskarriere

#### Anfänge in Kolumbien und Argentinien
Der Nachfahre libanesischer Einwanderer begann seine Karriere in Kolumbien bei Deportivo Cali. Dort debütierte er 1990 in einer in Bogotá absolvierten Partie gegen Santa Fé in der Profimannschaft. 1991 wurde er an Sporting Barranquilla ausgeliehen, in deren Mannschaft er mit guten Leistungen überzeugte. Über Independiente Santa Fé und Cerro Porteño (Paraguay) kam er in der Saison 1993/94 zu den Argentinos Juniors in der Hauptstadt Buenos Aires. Nach einer Saison wechselte er zum Ligakonkurrenten Independiente, bei dem er bis 1998 blieb.

#### Karriere in Spanien, Frankreich und Türkei
Zur Saison 1998/99 wechselte er zum spanischen Erstligisten Real Saragossa. Nach einem weiteren Jahr im Tor von Independiente ging Mondragón im Juli 2000 in die französische Ligue 1 zum FC Metz. Obwohl der Abstieg knapp verhindert und er selbst mit dem Étoile d’Or ausgezeichnet worden war, musste Mondragón den Verein nach einem Jahr wieder verlassen. Danach spielte er sechs Jahre bei Galatasaray Istanbul, wurde 2002 und 2006 türkischer Meister und 2005 Pokalsieger.

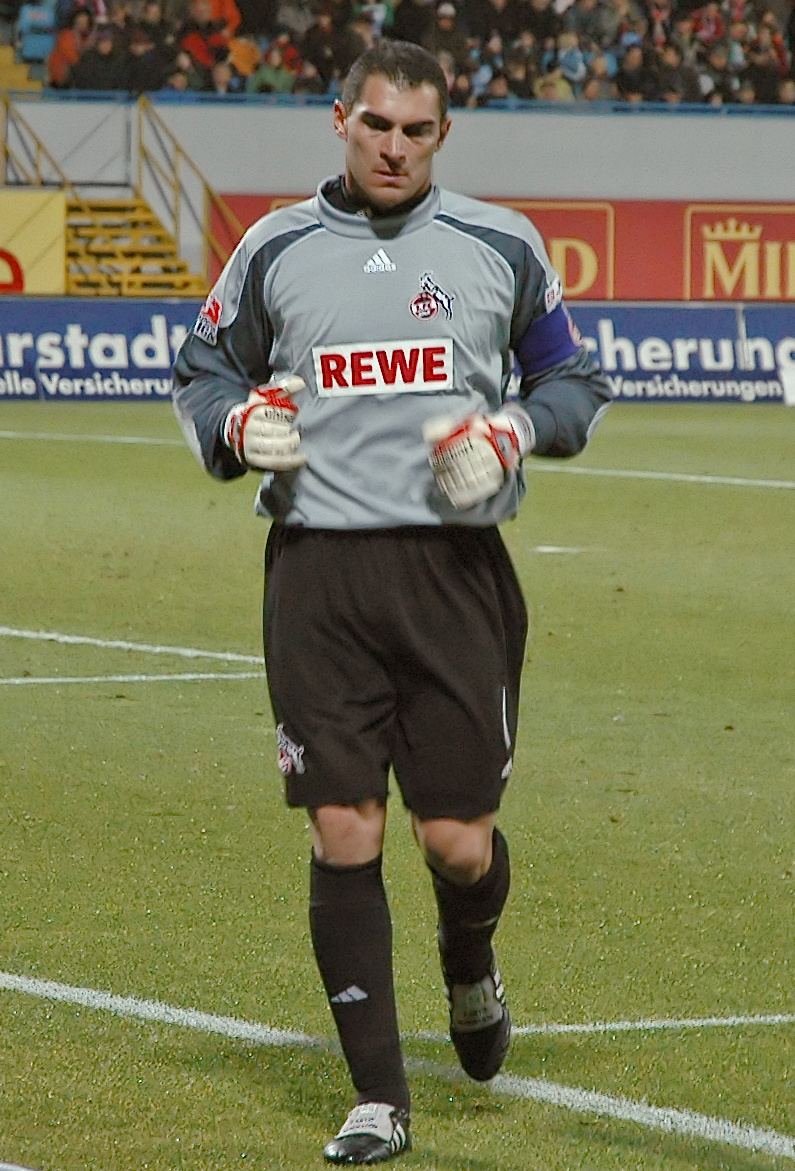
Faryd Mondragón im Dress des 1. FC Köln

#### 1. FC Köln
Im Juli 2007 wechselte Mondragón zum 1. FC Köln, der zu diesem Zeitpunkt in der Zweiten Liga spielte. Er erhielt dort einen Zweijahresvertrag mit der Option auf ein weiteres Jahr und trug die Rückennummer 1. Mit dem FC stieg er 2008 in die Bundesliga auf und war damit der erste südamerikanische Torhüter in der ersten deutschen Liga. In der Saison 2010/11 war Mondragón der älteste aktive Fußballspieler in der Bundesliga. Damit löste er Jens Lehmann ab, der mit dem Ende der vorangegangenen Saison seine Karriere beendet hatte.
Aufgrund einer Reise zu zwei Testspielen mit der kolumbianischen Nationalmannschaft verlor Mondragón im Oktober 2010 seinen Stammplatz im Kölner Tor. Im Dezember 2010 wurde sein Vertrag aufgelöst.

#### Philadelphia Union und Rückkehr nach Kolumbien
Der Torhüter wechselte in die nordamerikanische Major League Soccer. Im Januar 2011 unterschrieb Mondragón einen Vertrag bei Philadelphia Union. Er löste Danny Califf als Mannschaftskapitän ab.
Am 30. Januar 2012 wechselte er zu Deportivo Cali.

### Nationalmannschaft
In der Nationalmannschaft stand Mondragón lange im Schatten von Óscar Córdoba. Bereits bei der WM 1994 in den USA saß er auf der Bank. Bei der WM 1998 in Frankreich spielte er, schied aber mit Kolumbien nach der Vorrunde aus. Anschließend verpasste Kolumbien sowohl die WM 2002 als auch die Qualifikation zur WM 2006 in Deutschland. Im Oktober 2009 lehnte er ein Comeback in der Nationalmannschaft ab, da er sich auf den 1. FC Köln konzentrieren wollte. Damit schien seine Nationalmannschaftskarriere endgültig beendet.
Mondragón wurde im Alter von 39 Jahren noch einmal für zwei Testspiele in die Nationalmannschaft berufen. Im Spiel gegen Ecuador (am 8. Oktober 2010) und die USA (12. Oktober 2010) sollte er den verletzten Stammkeeper David Ospina vertreten. Jedoch stand im ersten Testspiel wieder Ospina im Tor. Im Spiel gegen die USA spielte Mondragón dagegen von Anfang an. Nach guten Leistungen für Deportivo Cali wurde er am 10. August 2012 im Alter von 41 Jahren für das Länderspiel am 7. September 2012 gegen Uruguay berufen. 2014 nominierte ihn Nationaltrainer José Pekerman für den Kader Kolumbiens für die Weltmeisterschaft 2014 in Brasilien. Am 24. Juni 2014 wurde er im WM-Spiel gegen Japan fünf Minuten vor dem Abpfiff für David Ospina eingewechselt; damit wurde er mit 43 Jahren und 3 Tagen der älteste Spieler, der bis dahin bei einer WM-Endrunde zum Einsatz gekommen war. Bei der WM 2018 wurde er vom Ägypter Essam El-Hadary (45 Jahre und 161 Tage) abgelöst.
Am 5. Juli 2014 trat Mondragón aus der Nationalmannschaft zurück und beendete seine aktive Karriere.

## Verschiedenes
Mondragón wurde im Februar 2010 zum Botschafter des Kölner gemeinnützigen Vereins KIDsmiling berufen, dessen soziales Fußballprojekt „Komm Bolzen!“ er unterstützte.
Er war in seiner Karriere an verschiedenen Skandalen beteiligt, darunter an einer Affäre um gefälschte Pässe während seiner Zeit beim FC Metz. Mondragón und vier andere südamerikanische Spieler verschiedener Vereine hatten Spiele mit falschen europäischen Pässen bestritten und so die Ausländerregelung umgangen. Nach einem Spiel in der Zwischenrunde der UEFA Champions League zwischen AS Rom und Galatasaray kam es zu einer Schlägerei zwischen den italienischen und türkischen Spielern, Polizisten und Fans; in diesem Zusammenhang wurde auch gegen Mondragón ermittelt.
Nach dem Ende seiner aktiven Karriere arbeitet er international als Motivationscoach und hält Vorträge für Firmen.